# Burgsvik
Burgsvik – miejscowość (tätort) w Szwecji, w regionie administracyjnym (län) Gotland, w gminie Gotland.
Według danych Szwedzkiego Urzędu Statystycznego liczba ludności wyniosła: 335 (31 grudnia 2015), 350 (31 grudnia 2018) i 334 (31 grudnia 2019).